# Star Ocean: Till the End of Time
Star Ocean: Till the End of Time é um jogo de RPG, sucessor dos jogos Star Ocean e Star Ocean: The Second Story. Foi criado por Tri-Ace e publicado por Square Enix para o vídeo game Playstation 2. Foi lançado no Japão, América do norte e a Europa.
O jogo tem lugar quatrocentos anos depois dos dois primeiros Star Ocean. Também se publicou o manga para a revista Monthly Shonen Gangan.

## Modo de jogo
Como o RPG que é (estilo das séries Tales of ou Final Fantasy), a personagem se movimenta por diversos palcos, interage com múltiplos personagens e consegue objetos para levar a cabo seu objetivo. Além disso, têm lugar batallas com inimigos, nas quais se atacam os uns aos outros até que um vence (bem seja por removê-lo todo o HP (Health Points - Pontos de Saúde) ou MP (Mana Points - Pontos de Mana)). Se é o protagonista o ganhador, se lhe recompensa com EXP (experiência), a qual serve para subir de nível quando se obtém a necessária; e FOL (dinheiro), com o qual se podem comprar objetos.
As principais diferenças entre Star Ocean: Till the End of Time e o resto de jogos RPG são as seguintes:
- O sistema de batalha não é o típico estilo menu (como na saga Final Fantasy ou Breath of Fire), mas a personagem se pode movimentar livremente pelo palco e atacar desde diversas posições, ou esquivar assim os ataques inimigos, o qual lhe dá um fator estratégico dos que outros jogos do mesmo estilo carecem.
- O jogo contém, além disso, uma enciclopédia; cada vez que aparece uma palavra em uma cor diferente pela primeira vez, se criará uma nova entrada. Assim, se explicam múltiplos detalhes sobre geografia, história, raças, personagens, poderes...
- É um dos poucos jogos RPG que inclui modo multijugador.
- Inclui também troféus; quando você realiza uma ação meritória em combate (como derrotar a um inimigo em uma quantidade especifica de tempo), você conseguirá um novo troféu.
- Há um sistema de criação de objetos que, mediante diversas categorias (artesanato, engenharia, cozinha, ferraria, criação de poções, escritura, alquimia e sínteses) te permite criar múltiplos objetos que de outra maneira não poderia obter. Cada personagem tem, em cada uma de ditas categorias, um nível de talento, e por cada objeto você pode incluir a três personagens; quanto maior seja o nível de talento, mais possibilidades haverá que você consiga fabricar o objeto. O item que saia dependerá da quantidade de dinheiro que você use. Além disso, você pode contratar a diversos inventores especializados em um determinado talento para que te ajudem na fabricação.

## Trama
A grande maioria do jogo se desenvolve em planetas subdesenvolvidos, ainda quando trata-se de um jogo de ciência ficção futurístico. Nele, se apresenta um universo em conflito entre a Federação Pangalactica (à qual pertence a Terra) e ao exército do Império Aldian, do qual só se conhece o nome, além dos problemas ocasionados pelo grupo separatista Quark e, mais adiante, pela nação Vendeeni, que trata de acabar com a família Leingod.
Ainda apesar do ambiente futurista, exista uma forma de "magia"; a simbologia (chamada Runología em Elicoor II), consistente em manipular os elementos através de uns símbolos gravados no corpo.

## Planetas de principal relevância
- Hyda IV: Planeta no qual se encontravam Fayt e Sophia veraneando até que as naves Vendeeni lhes atacaram. É um complexo de férias situado no interior da fronteira da Federação Pangalactica onde costumam ir veranear pessoas de todas as planetas, por suas excelentes condições climáticas e paragens paradisíacos.
- Vanguard III: Planeta ao qual vai parar Fayt quando foge em uma cápsula de escape. Aqui é onde acaba com Norton, e onde Cliff lhe recupera.
- Elicoor II: Planeta onde se desenvolve a maior parte da ação. Este mundo esta dividido em dois grandes continentes, Gaitt (onde estão Airyglyph, Aquaria e a República de Sanmite) e Greeton, superpotência fechada quase totalmente ao resto do mundo, e expertos em maquinaria.
- Moonbase: (Não um planeta tecnicamente) Satélite que gira em torno da orbita lunar onde se encontra o laboratório do dosctor Leingod e seus companheiros Esteed e Traydor. Também se lhe conhece como "Luna".
- Planeta Styx: Planeta desértico e inabitável onde se encontra a Porta do Tempo. É o lugar desde o que se emitem os gigantescos raios de energia, e saem os Executores e Proclamadores.
- Quarta Dimensão: Lar de Luther e Blair Lansfeld; aqui se encontre Sphere 211, empresa criadora do universo de Fayt. Esta dimensão se divide em sete grandes cidades, das quais, a Cidade Perdida é a de maior importância. Os recursos são tão abundantes que não é necessário trabalhar; de fato, se considera privilegiados a que o fazem.